# Epectinaspis chalconota
Epectinaspis chalconota är en skalbaggsart som beskrevs av Bates 1888. Epectinaspis chalconota ingår i släktet Epectinaspis och familjen Rutelidae. Inga underarter finns listade i Catalogue of Life.